# Étienne de La Boétie

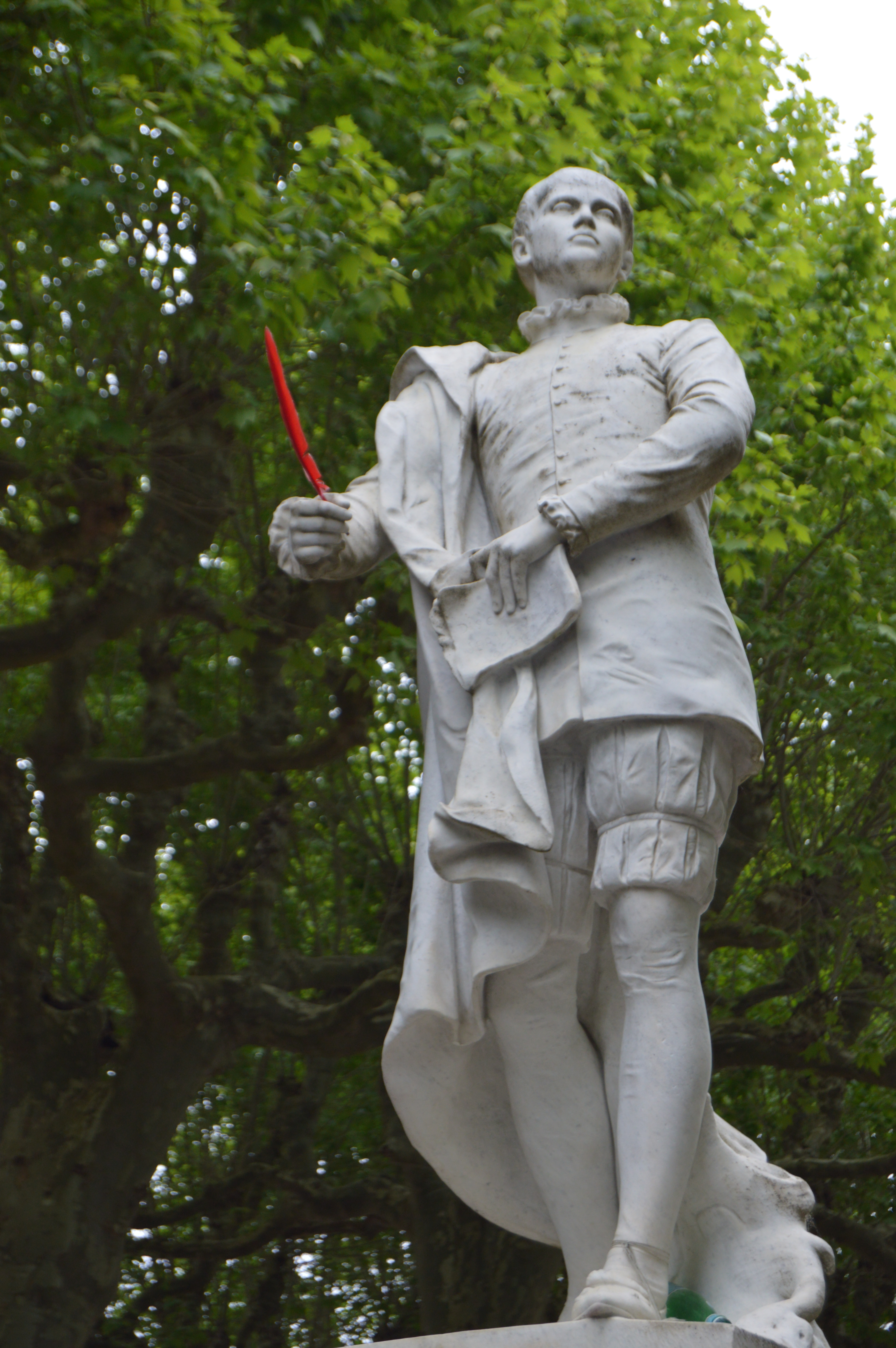
Statue de La Boéties in Sarlat-la-Canéda (Dordogne, Frankreich)

Étienne de La Boétie [etjɛn də la bɔeˈsi] (okzitanisch: Esteve de La Boetiá) (* 1. November 1530 in Sarlat; † 18. August 1563 in Germignan) war ein französischer Hoher Richter, Gelegenheitsautor und enger Freund von Michel de Montaigne.

## Leben und Schaffen

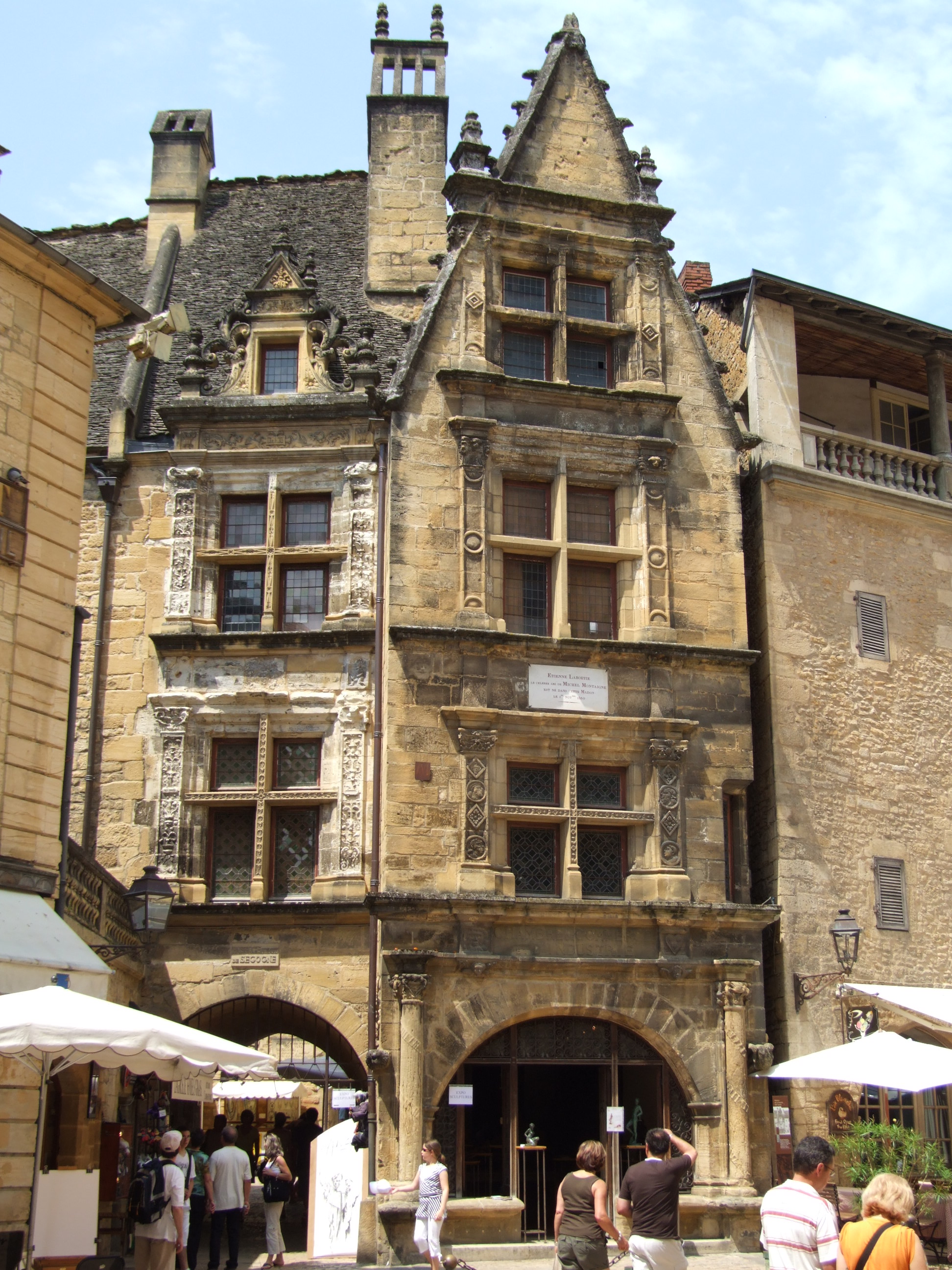
Das gut erhaltene Stadthaus der Familie La Boétie 2007

La Boétie entstammte dem niederen Beamtenadel von Sarlat, dem Sitz eines Bistums und Unterzentrum der königlichen Justiz. Er erhielt eine gute Bildung, u. a. auf dem renommierten Collège de Guyenne in Bordeaux, und interessierte sich früh für die klassischen griechischen und lateinischen Autoren. Zweifellos versuchte er sich auch früh mit lateinischen und französischen Versen.
1548 dürfte er hautnah miterlebt haben, wie, nachdem der neue König Heinrich II. auch in Südwestfrankreich die Salzsteuer eingeführt hatte, dort Revolten ausbrachen und diese durch königliche Truppen blutig niedergeschlagen wurden.
Um dieselbe Zeit begann er ein Jurastudium an der Universität Orléans. Zu seinen Professoren gehörte Anne du Bourg, der einige Jahre später Gerichtsrat („conseiller“) am obersten Gerichtshof, dem Parlement von Paris, wurde und dort offen Einspruch gegen die Verfolgung der Hugenotten erhob, was ihm 1559 einen Ketzerprozess samt Todesstrafe eintrug und ihn zum Märtyrer machte.
Vermutlich während seiner Studienzeit verfasste La Boétie, sichtlich unter dem Eindruck der genannten Revolten und der Diskussionen im Umfeld Du Bourgs, seinen flammenden Discours de la servitude volontaire (= Abhandlung über die freiwillige Knechtschaft), worin er die These vertritt, dass die Unterdrückung vieler Menschen durch einen einzigen nur solange möglich sei, wie die vielen sich unterwerfen, statt sich kollektiv zu widersetzen.
Nach Abschluss seines Studiums wurde La Boétie 1553 mit 23 Jahren Gerichtsrat am Parlement von Bordeaux, dem obersten Gericht der Provinz Aquitaine. Hier befreundete er sich mit dem gut zwei Jahre jüngeren Michel de Montaigne, als dieser 1557 ebenfalls Gerichtsrat in Bordeaux wurde. Montaigne berichtete später, er sei schon vorher durch den Discours auf La Boétie aufmerksam geworden. Die Freundschaft der beiden hatte im Leben von Montaigne eine besondere, entscheidende Bedeutung.
Ab 1560 wurde La Boétie von Michel de L’Hospital, dem Kanzler von Frankreich, Chancelier de France, mit dem er freundschaftlich verbunden war, zur Teilnahme an Verhandlungen gebeten, die das konfessionell auseinander driftende und zunehmend in Gewalt abgleitende Frankreich befrieden sollten. Er galt also (ähnlich wie sein Freund Montaigne) als jemand, der einerseits loyal hinter der Krone stand, andererseits jedoch genug Verständnis für die Anliegen und Überzeugungen der Hugenotten hatte, um ausgleichend wirken zu können.
Diese versöhnliche Haltung vertrat er auch in seiner letzten Schrift, dem Mémoire sur l’édit de janvier [1562] (= Memorandum über das Januaredikt), worin er sich hinter den König bzw. die Regentin stellt, die gerade den Protestanten entgegengekommen war und ihnen gewisse Rechte eingeräumt hatte.
La Boétie starb jung und plötzlich an einer der häufigen Seuchen der Zeit, Dysenterie oder Pest. Michel de Montaigne war bei dem Sterbenden und bewunderte dessen stoische Fassung, wie er in einem Brief an seinen Vater berichtet. Montaigne erhielt die umfangreiche Büchersammlung, die einen wesentlichen Bestandteil seiner Bibliothek bildete.
1570 gab Montaigne in Paris verschiedene Schriften aus dem Nachlass von La Boétie in Druck. Es handelte sich um lateinische und französische Verse – die letzteren meist im Stil der Pléiade – sowie um Übersetzungen von Texten der alten Griechen Xenophon und Plutarch (der Anstöße für den Discours geliefert hatte). Darüber hinaus auch den Discours zu drucken, der bis dahin nur handschriftlich verbreitet war, hielt Montaigne für unangebracht, denn das Werk diente inzwischen der protestantischen Seite als Munition gegen die wieder unnachgiebige Politik der Krone und ihren Anspruch, absolut zu herrschen und insbesondere die Religion der Untertanen zu bestimmen. Zudem entsprach das revoluzzerhafte kleine Werk nicht mehr der ausgleichenden Loyalität, die der späte La Boétie praktiziert hatte und die auch Montaigne vertrat.
Der Discours wurde erstmals 1574 als Teil einer protestantischen Kampfschrift und nochmals 1577 im Rahmen der propagandistischen Mémoires des états de France sous Charles IX gedruckt. Auch spätere Generationen von Oppositionellen, z. B. prärevolutionäre Autoren der Spätaufklärung und sozialistische und anarchistische Denker des 19. Jahrhunderts, griffen häufig auf das Werk La Boéties und seinen Kernsatz: „Soyez résolus de ne servir plus, et vous voilà libres!“ (Seid entschlossen, nicht mehr zu dienen, und ihr seid frei!) zurück.

## Zum „Discours de la servitude volontaire“

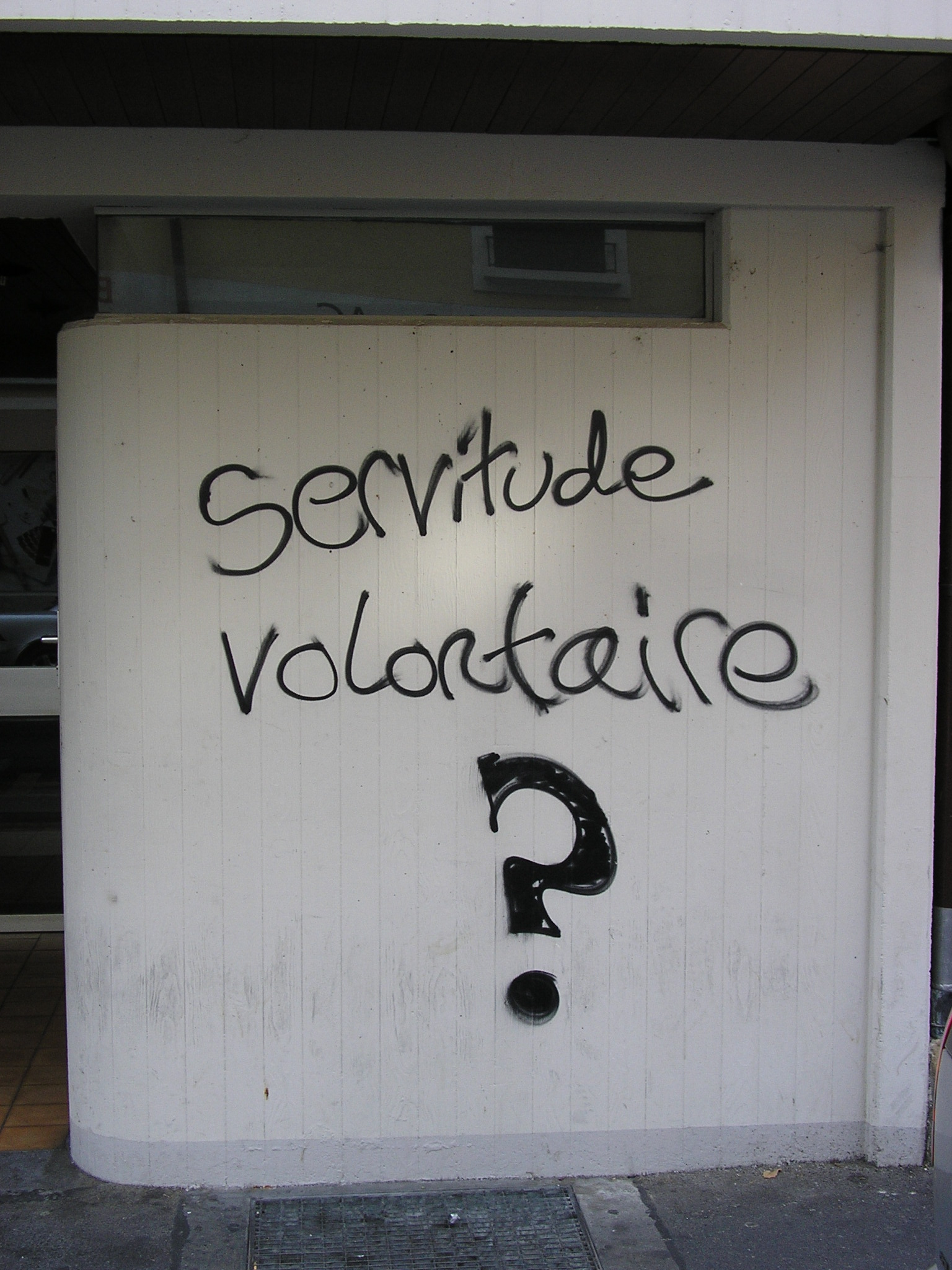
Graffito in Genf 2007

Ein handschriftliches Exemplar des Verfassers ist nicht erhalten. Der Discours wurde zunächst in kleinem Kreis in Abschriften weitergegeben. Ein erster Druck erfolgte erst 1574; die erste deutsche Übersetzung erschien 1593. Schon früh wurde der Titel des Discours um den Zusatz „Le Contr'un“ verlängert; diese nicht authentische Ergänzung bedeutet sinngemäß „Gegen den Einen (Tyrannen)“. La Boétie beschreibt sein Ziel mit den Worten: „Diesmal möchte ich nur erklären, wie es geschehen kann, dass so viele Menschen, so viele Dörfer, Städte und Völker manchesmal einen einzigen Tyrannen erdulden, der nicht mehr Macht hat, als sie ihm verleihen, der ihnen nur insoweit zu schaden vermag, als sie es zu dulden bereit sind, der ihnen nichts Übles zufügen könnte, wenn sie es nicht lieber erlitten, als sich ihm zu widersetzen.“ Seine Erklärung der Tyrannenherrschaft kleidet er in die Form der rhetorischen Frage: „Wie kommt er zur Macht über euch, wenn nicht durch euch selbst? Wie würde er wagen, euch zu verfolgen, wenn ihr nicht einverstanden wärt?“ Dass in jeder Tyrannei die Unterdrückten die Unterdrückung paradoxerweise freiwillig akzeptieren, war die Kernthese des ganzen Werks.
Obwohl La Boétie sich selbst in seiner Schrift „Les Troubles – Memorandum zum Januaredikt von 1562“ als gut katholisch und dem König treu ergeben dargestellt hatte und obwohl seine Amtsführung dieser Einstellung entsprach, gilt seine Frühschrift gegen die Tyrannei vielen als ein Vorläufer des Anarchismus und des zivilen Ungehorsams; wohl nicht ohne Grund, denn schon in Montaignes Essais findet sich eine Bemerkung über die Beziehung von La Boétie zu seiner antiken Quelle Plutarch: „So lieferte zum Beispiel sein Hinweis, dass die Bewohner Asiens Sklaven eines Alleinherrschers seien, weil sie eine einzige Silbe, nämlich nein, nicht aussprechen könnten, Étienne de La Boétie möglicherweise Anlass und Thema über seine Abhandlung von der freiwilligen Knechtschaft.“
Montaigne beurteilte den Text, dem er die erste Zurkenntnisnahme seines späteren, allzu jung verstorbenen Freundes verdankte, in seinem Essay Über die Freundschaft als „eine Übungsarbeit (in) seiner frühen Jugend, zu Ehren der Freiheit, wider die Despoten. Sie ist unter sachkundigen Männern von Hand zu Hand gegangen und hat viel Lob und Beifall erhalten, denn sie ist artig geschrieben und sehr reichen Inhalts. Dennoch läßt sich wohl dabei sagen, daß es nicht das beste sei, was er hätte schreiben können.“

## Ausgaben
deutsch
- Von der freiwilligen Knechtschaft. Gekürzt u. übers. v. Gustav Landauer. In: Der Sozialist, 2 (1910), S. 130–134, 138–140, 146–148, 162–164, 170–171; 3 (1911), S. 2–4.
- Über freiwillige Knechtschaft. Übersetzt und eingeleitet von Felix Boenheim, Malik-Verlag, Berlin 1924.
- In dir selber suche den Sklaven. Abhandlung über die freiwillige Knechtschaft. Übers. u. eingel. v. Wolfgang Hoffmann-Harnisch. Berto-Verlag, Bonn 1961.
- Von der freiwilligen Knechtschaft des Menschen. Hg. u. eingel. v. Heinz-Joachim Heydorn, übers. v. Walter Koneffke. Europäische Verlagsanstalt, Frankfurt/M. 1968.
- Von der freiwilligen Knechtschaft. Unter Mitwirkung von Neithard Bulst übersetzt und hrsg. von Horst Günther. Europäische Verlagsanstalt, Frankfurt 1980, ISBN 3-434-00704-0.
- Knechtschaft. Neuausgabe der Übersetzung (gekürzt) von Gustav Landauer (1910/11). Klemm & Oelschläger, Münster/Ulm 1991, ISBN 3-9802739-2-X.
- Von der freiwilligen Knechtschaft. Überarbeitete und ergänzte Fassung der Übersetzung von Gustav Landauer, um die bislang gekürzten Passagen ergänzt, erste vollständige Ausgabe in deutscher Sprache. Trotzdem Verlag, Frankfurt 2009, ISBN 978-3-86569-903-9.
- Abhandlung über die freiwillige Knechtschaft. Vollständige Ausgabe in der Übersetzung von Johann Benjamin Erhard (1821). Mit einem Glossar und einem Nachwort von Bernd Schuchter. Limbus Verlag, Innsbruck 2016, ISBN 978-3-99039-081-8.

französisch/deutsch
- Von der freiwilligen Knechtschaft. Übers. u. hg. v. Horst Günther. EVA, Frankfurt/M. 1980, ISBN 3-434-00704-0. (Umfangreicher Anhang: "Quellen, Umkreis, Wirkung.")

französisch
- Œuvres complètes. Editions William Blake & Co., Bordeaux 1991, ISBN 2-905810-60-2:
  - Raoul de Cambrai (1580); Mémoire touchant l'Édit de janvier 1562.
- Discours de la servitude volontaire. Mille et une nuits, Paris 1997, ISBN 2-910233-94-4.
- Discours de la servitude volontaire. Flammarion, Paris 1993, ISBN 2-08-070394-3.
- Discours de la Servitude volontaire. Payot, collection Petite bibliothèque, Paris 2002, ISBN 2-228-89669-1.
  - deux versions du texte + études complémentaires, Abensour, Pierre Clastres, Claude Lefort…